# Ilha Belkovsky
A ilha Belkovsky  (ou ilha de Belkov)  (em russo:  Бельковский остров, Bel'kovskij ostrov) é uma ilha localizada no ártico russo, no mar de Laptev, e que é a mais ocidental das ilhas Anzhu, um subgrupo do arquipélago das ilhas da Nova Sibéria.
Administrativamente, a ilha, tal como o resto do arquipélago, pertence à República de Sakha (Iacútia) da Federação Russa. É desabitada.

## Geografia
A ilha de Belkov tem 535 km2, e é de baixa altitude (o seu ponto mais alto está a 127 m). 
O estreito entre a ilha Belkovsky e a vizinha ilha Kotelny, com largura mínima de 21 km, é conhecido como estreito do Zarya, em memória do navio Zarya da fatídica expedição de Eduard Toll. Há um pequeno ilhéu frente à costa meridional de Belkov chamado ilhéu Strizhëva (Ostrov Strizhëva). 

## Geologia
A ilha Belkovsky consiste em estratos fortemente dobrados do Devónico Superior e Carbonífero Inferior. As rochas do Devónico Superior são carbonatos marinhos interestratificados com calcário, arenito e conglomerado. As rochas do Carbonífero Inferior são compostas por siltito, argilite, e arenitos, interestratificadas com brecha, pedra calcária, e, pouco frequentemente, lava riolítica.

## Fauna e flora
Há grandes colónias de aves e também uma colónia de morsas. 
Herbáceas, juncos e tundra de criptogamas cobrem a ilha de Belkov. É uma tundra na maioria dos campos com muito baixo crescimento de juncos, musgos, líquenes e plantas hepáticas. Estas plantas, cobre,, na maioria ou em parte, o solo geralmente húmido, de grão fino e, muitas vezes monticulado.

## História
A ilha foi descoberta em 1808 por um comerciante russo chamado Belkov, levando o seu nome em reconhecimento da sua descoberta.